# GFS
A GFS (Global Forecast System - "globális előrejelző rendszer") egy  numerikus időjárás-előrejelző számítógépes modell az amerikai Nemzeti Óceán- és Légkörkutatási Hivatal (NOAA) futtatásában. A modellt naponta 4 alkalommal (világidő szerint 0,6,12 és 18 órakor) futtatják 16 napra előre, időben csökkentett felbontással.
A modell két szakaszban fut: az első részben nagyobb, 13 kilométeres felbontással fut egészen +240 óráig (10 nap), a második fázisban +240 és +384 óra (16 nap) között kisebb, 35 kilométeres felbontással. A függőleges metszet 64 szintet különböztet meg. Az első fázisban a modell kimenete 3 óránként érhető el 0,25 fokos földrajzi felbontással, 240 órán túl már csak 12 óránként, fél fokos felbontásban.
Ez az egyetlen globális modell, melynek teljes kimenete ingyen hozzáférhető Archiválva 2008. szeptember 24-i dátummal a Wayback Machine-ben az interneten (az amerikai törvények szerint). Felhasználják szerte a világon, gyakorlatilag az összes internetes időjárás szolgáltatás a GFS kimenetére építi előrejelzését. Hazánkban is alkalmazzák a GFS modellt, többek közt a regionális WRF modell bemeneteként.

## Külső hivatkozások
- A GFS-ről Archiválva 2008. június 23-i dátummal a Wayback Machine-ben
- A 2015. januári nagy frissítés változásai